# Sektion Prag
Die Sektion Prag war eine Sektion des Deutschen Alpenvereins (später Deutschen und Österreichischen Alpenvereins), die im Jahr 1870 in Prag im damaligen Böhmen gegründet wurde.

## Geschichte
Die Sektion Prag als erste Alpenvereinssektion in der heutigen Tschechischen Republik wurde schon im Jahre 1870 von Johann Stüdl, dem verdienstvollen Alpenforscher und Mitbegründer des D. u Oe. A.V. ins Leben gerufen. Anfang April betrug die Zahl der Getreuen 32. Am 19. Mai 1870 versammelten sich 19 dieser kleinen Schar zur Konstituierung im Bibliothekszimmer des Deutschen gemeinnützigen Vereines (Ehrlichsche Buchhandlung). Stüdl begrüßte als Vorsitzender die Anwesenden, legte Zweck, Vorgeschichte und Ziele dar und forderte zur Gründung und Beitritt zu dieser neuen Sektion des Deutschen Alpenvereins auf. Mit ihrer Unterschrift besiegelten alle ihr Einverständnis.
1870 Gründungsbriefe:
Die Sektion betrieb in der Zeit ihres Bestehens einige Hütten.
1874 Gründung einer sektionseigenen Bibliothek.
1882 errichtete die Sektion Prag einen Reitweg von Zillertaler Seite auf das Pfitscher Joch zum Pfitscher-Joch-Haus, 1884 auch von Pfitscher Seite aus.
Am 16. Februar 1902 fand die Gründung der Sektion Karlsbad des DuOeAV als 270. Sektion, aus der Gruppe Karlsbad der Sektion Prag unter Führung von Karl Schöttner, welcher Erster Obmann der neuen Sektion wurde.
Am 9. März 1914 fand die Gründung der Sektion Saaz durch Mitglieder aus den Sektionen Prag und Karlsbad statt. Ein erster Gründungsversuch war 1905 gescheitert. Die Mitgliederzahl stieg noch im ersten Jahr von anfänglich 22 auf 92. Unter ihnen waren auch viele jüdische Mitglieder aus Saaz. Die Sektion Saaz ging wie einige andere Sektionen im Sudetenland in der Sektion Sudeten auf.
Nach dem Ende des Zweiten Weltkriegs und der anschließenden Vertreibung wurde der Sektionssitz 1950 ins Exil nach München verlegt.
Die Sektion löste sich zum 1. Januar 1992 auf. Die ehemaligen Mitglieder bildeten eine Ortsgruppe der Münchener Sektion Oberland des Deutschen Alpenvereins, welche regelmäßig auf der Praterinsel im Alpinen Museum Versammlungen abhalten. Die Sektion brachte ihre vier Hütten Alte Prager Hütte, Neue Prager Hütte, Johannishütte und Stüdlhütte mit in die Sektion.

## Sektionsvorsitzende
Eine chronologische Übersicht über alle Obmänner von 1870 bis 1944 und Vorsitzende seit 1950 der Sektion seit Gründung.
| Amtszeit  | Obmänner und Vorsitzende |
| --------- | ------------------------ |
| 1870–1920 | Johann Stüdl             |
| 1920–1944 | August Geßner            |
| 1944–1950 | Vertreibung              |
| 1950–1958 | Walther Koerting         |
| 1958–1969 | Josef Lippert            |
| 1969–     | Friedrich Heckl          |

## Bekannte Mitglieder
- (1839–1925) – Johann Stüdl
- (1847–1870) – Carl Hofmann
- (1847–1904) – Victor Hecht
- (1869–1946) – Karl Schöttner

## Ehemalige Hütten
Die Sektion betrieb in der Zeit ihres Bestehens folgende Hütten.
| Hütte               | Höhe          | Gebirge                          | heutiger bzw. letzter Eigentümer   | Anmerkung  |
| ------------------- | ------------- | -------------------------------- | ---------------------------------- | ---------- |
| Bohemiahütte        | 1670 m ü. A.  | Schladminger Tauern              | Alpenverein Edelweiss des ÖAV      | –          |
| Clarahütte          | 2038 m ü. A.  | Venedigergruppe                  | Sektion Essen des DAV              | –          |
| Dominikushütte      | 1805 m ü. A.  | Zillertaler Alpen                | Privat                             | Neubau     |
| Hofmannshütte       | 2444 m ü. A.  | Glocknergruppe                   | Akademische Sektion Wien des ÖAV   | Abgegangen |
| Höllerhütte         | 2670 m s.l.m. | Ötztaler Alpen (Südtiroler Teil) | Sektion Obervinschgau des AVS      | Neubau     |
| Johannishütte       | 2121 m ü. A.  | Venedigergruppe                  | Sektion Oberland des DAV           | –          |
| Moaralm             | 1800 m ü. A.  | Radstädter Tauern                | Privat                             | –          |
| Mörsbachhütte       | 1300 m ü. A.  | Rottenmanner und Wölzer Tauern   | Privat                             | –          |
| Olpererhütte        | 2388 m ü. A.  | Zillertaler Alpen                | Sektion Neumarkt/Oberpfalz des DAV | Neubau     |
| Payerhütte          | 3029 m s.l.m. | Ortler-Alpen (Südtiroler Teil)   | Südtirol                           | –          |
| Prager Hütte (alte) | 2489 m ü. A.  | Venedigergruppe                  | Deutscher Alpenverein              | Museum     |
| Prager Hütte (neue) | 2796 m ü. A.  | Venedigergruppe                  | Deutscher Alpenverein              | –          |
| Rifflerhütte        | 2234 m ü. A.  | Zillertaler Alpen                | Sektion Berlin des DAV             | Abgegangen |
| Steinbergalm        | 1280 m ü. A.  | Loferer Steinberge               | Sektion Passau des DAV             | Abgegangen |
| Stüdlhütte          | 2801 m ü. A.  | Glocknergruppe                   | Sektion Oberland des DAV           | Neubau     |